# Pseudostenophylax striatus
Pseudostenophylax striatus là một loài Trichoptera trong họ Limnephilidae. Chúng phân bố ở miền Cổ bắc.